# Konstantin von Gebsattel
Konstantin Wilhelm Hartmann Heinrich Ludwig Freiherr von Gebsattel (* 13. Februar 1854 in Würzburg; † 10. Mai 1932 in Linz) war ein bayerischer General der Kavallerie, Inspekteur der Kavallerie sowie alldeutsch-völkischer Agitator.

Konstantin Freiherr von Gebsattel (um 1884) in Leutnantsuniform

## Leben

### Familie
Konstantin von Gebsattel entstammte dem fränkischen Adelsgeschlecht von Gebsattel. Er war der Sohn des Viktor Freiherr von Gebsattel (1826–1874), bayerischer Kämmerer und späterer Hofmarschall von Amalie von Griechenland, und dessen Ehefrau Emma, geborene Freiin von Guttenberg (1821–1859). Taufpaten waren der Großvater Konstantin Wilhelm Hartmann von Gebsattel (1783–1861), Forstmeister zu Lebenhan und der pensionierte bayerische Oberst Heinrich von Dufresne. Seine zwei Brüder Hermann Freiherr von Gebsattel (1855–1939), und Ludwig Freiherr von Gebsattel (1857–1930) wurden ebenfalls Generäle der bayrischen Armee.
Konstantin von Gebsattel verheiratete sich 1882 mit Maria Freiin von Karg von Bebenburg (1860–1927). Aus der Ehe gingen die Söhne Viktor Emil (1883–1976) und Lothar (1886–1902) hervor.
Am 13. Dezember 1901 gelang es Konstantin von Gebsattel, den alten Familienbesitz im Dorf Gebsattel zurückzukaufen und Gabriel von Seidl für den Um- und teilweisen Neubau des Schlosses im Stil der Neorenaissance zu gewinnen, der 1905 abgeschlossen war.

### Militärkarriere
Nach dem Besuch von Privatschulen und Lateinschulen in Münnerstadt und Bamberg sowie des Münchner Ludwigs-Gymnasiums und der dortigen bayerischen Pagerie (ab 1867) trat Gebsattel am 20. August 1872 in das 1. Ulanen-Regiment der Bayerischen Armee ein. Von 1878 bis 1881 absolvierte Gebsattel die Kriegsakademie, die ihm die Qualifikation für die Höhere Adjutantur aussprach. Anschließend war er von 1882 bis 1884 persönlicher Adjutant des Prinzen Leopold von Bayern. 1886 wurde er dann Adjutant der 3. Kavallerie-Brigade und drei Jahre später als Rittmeister Eskadronchef im 1. Ulanen-Regiment. Am 11. November 1896 wurde Gebsattel Major und im Jahr darauf als etatmäßiger Stabsoffizier zum 2. Schweren Reiter-Regiment nach Landshut versetzt. 1899 erhielt er das Kommando über das 5. Chevaulegers-Regiment in Speyer und Zweibrücken. Am 19. September 1900 wurde er Oberstleutnant und 1903 Oberst. Als solcher erhielt Gebsattel am 11. Juni 1903 das Kommando über die 1. Kavallerie-Brigade und wurde in dieser Stellung 1905 zum Generalmajor befördert. Mitte April 1906 gab er die Brigade ab und wurde zum Inspekteur der Kavallerie ernannt. Am 26. Juni 1908 wurde er Generalleutnant; im September des Jahres wurde ihm der Rote Adlerorden II. Klasse mit Eichenlaub verliehen.
Am 3. März 1910 wurde Gebsattel aufgrund einer Asthmaerkrankung unter Beförderung zum General der Kavallerie zur Disposition gestellt. In der Folge widmete er sich aktiv der Politik.

### Antisemitismus und Alldeutscher Verband
Unter dem Eindruck der Ereignisse des Jahres 1912 und der Lektüre des Buches Wenn ich der Kaiser wär‘. Politische Wahrheiten und Notwendigkeiten von Daniel Frymann (Heinrich Claß), auf das ihn sein ehemaliger Kollege Georg von Kleist Ende 1912 aufmerksam gemacht hatte, verfasste Gebsattel im Frühjahr 1913 eine Skizze seiner politischen Gedanken, die er an mehrere Persönlichkeiten in hohen gesellschaftlichen Positionen schickte, darunter der bayerische Kronprinz Rupprecht von Bayern.
Da Gebsattel weitgehende politische Übereinstimmung mit Claß vorfand, trat er ab Mai 1913 mit diesem in Briefkontakt. In dem sich entwickelnden Briefwechsel konnte Claß dann Gebsattel für den Alldeutschen Verband interessieren. Persönlich trafen sich beide erstmals am 12. und 13. August auf Gebsattels Gut, wonach Gebsattel dem Alldeutschen Verband beitrat. Auf Vorschlag von Claß wurde Gebsattel auf dem Breslauer Verbandstag am 6. September in den Gesamtvorstand gewählt.
Gebsattel arbeitete in der Folge seine Skizze zu einer Denkschrift aus, die er unter dem Titel „Gedanken über einen notwendigen Fortschritt in der inneren Entwicklung Deutschlands“ im Oktober 1913 an über 200 Persönlichkeiten verschickte. In der Schrift stellt Gebsattel – neben den, notfalls durch Staatsstreich und Belagerungszustand durchzusetzenden, Vorschlägen zu einer Kopplung des Reichstagswahlrechts an geleisteten Militärdienst und abgegebene Wehrsteuern sowie einem totalen Schutz von Monarchie und Religion vor publizistischen Angriffen – die „Judenfrage“ als zentral für das Schicksal des Deutschen Reichs hin und empfiehlt eine radikal antisemitische Lösung. Judentum und Deutschtum seien einander entgegengesetzt wie Feuer und Wasser; das Deutschtum tief, positiv und idealistisch, das Judentum hingegen seicht, verneinend, einreißend und materialistisch. Juden sollten unter Fremdenrecht gestellt und vom öffentlichen Dienst wie vom Militärdienst ausgeschlossen werden. Der Erwerb von Großgrundbesitz sollte Juden verboten sein. Nichtsdestoweniger sollte die gewünschte antisemitische Gesetzgebung in der Hinsicht Vorsicht walten lassen, dass dadurch keine zu große Emigration von Juden aus dem Deutschen Reich bewirkt würde, weil eine damit einhergehende Kapitalflucht dem Reich schaden könnte. Gebsattel empfiehlt daher, jüdisches Vermögen vor der anstehenden Emigration der Eigentümer durch den Staat enteignen zu lassen. Eine Vermischung der jüdischen und der deutschen „Rasse“ will Gebsattel ausgeschlossen wissen, weswegen eine christliche Taufe am Rechtsstatus von Juden und deren Kindern nichts ändern dürfe (vgl. Rassenschande). Gebsattel empfahl, dass in „die Rechte der Germanen“ nur Enkel mit nicht mehr als einem Viertel jüdischen Blutes eintreten dürfen sollten. Schließlich müssten Juden, da sie nur Gäste und nicht Bürger seien, vom politischen Meinungsbildungsprozess ausgeschlossen werden und ihnen die Herausgabe von und redaktionelle Mitarbeit in Zeitungen verboten werden.
Die Denkschrift blieb ohne unmittelbare politische Folgen. Allerdings hatte der deutsche Kronprinz Wilhelm von Preußen, der den Alldeutschen als politischer Hoffnungsträger galt und sich ebenfalls unter den Adressaten befand, die Schrift im November 1913 an seinen Vater, den Kaiser Wilhelm II. und an den Reichskanzler Theobald von Bethmann Hollweg mit der Bitte um Begutachtung weitergeleitet. Beide beurteilten Gebsattels Schrift im Ganzen ablehnend, wenn auch beide diverse antisemitische Vorurteile, wie den angeblich schädlichen jüdischen Einfluss auf die deutsche Presse, in ihren Antwortschreiben explizit teilten.
Am 12. April 1914 kam Gebsattel in die Hauptleitung des Alldeutschen Verbands, in dem er im Oktober nach dem Tod von Alfred Breusing (1853–1914) dessen Posten als stellvertretender Vorsitzender übernahm. Im Alldeutschen Verband arbeitete er von Anfang an darauf hin, dessen Aktivitäten antisemitisch auszurichten, was anfangs noch nicht gelang, da der Alldeutsche Verband es vermeiden wollte, sich öffentlich zum Antisemitismus zu bekennen. Gebsattel, der noch im Juli 1913 Claß das Ausweichen des Alldeutschen Verbands mit „unserem wichtigsten Feinde […], nämlich der Herrschaft des Judentums“ vorgeworfen hatte, ging mit dieser strategischen Einschätzung konform. So schrieb er im Vorfeld einer Sitzung des Geschäftsführenden Ausschusses an den Alldeutschen Hans von Liebig: „Wenn wir die Judenfrage wirklich öffentlich erörtern, fliegt der Verband auf.“ Wenige Wochen später sollte sich mit dem Ausbruch des Ersten Weltkriegs die politische Lage im Deutschen Reich und damit auch die Bedingung für antisemitische Agitation in der Öffentlichkeit radikal ändern.

#### Erster Weltkrieg
Zu Beginn des Krieges, für den Gebsattel nicht wieder militärisch reaktiviert wurde – er hatte sich erfolglos bei Helmuth Johannes Ludwig von Moltke um seine Wiederverwendung bemüht –, warb Gebsattel Ende August 1914 für die alldeutschen Kriegsziele, die u. a. die Vertreibung der Bewohner der zu annektierenden russischen Gebiete vorsah, und führte zu diesem Zweck Unterredungen mit Kuno von Westarp, Matthias Erzberger, Hans Wendland (Redakteur bei der Kreuzzeitung) und Theodor Schiemann.
Auch radikalisierte sich während des Kriegs Gebsattels völkisches Denken. So schrieb er am 4. Dezember 1914 in einem Brief, er hätte sich daran gewöhnt, „alle ernsten politischen Fragen vom Rassenstandpunkt aus zu betrachten“. Die „festen Grundregeln“ der Rassenlehre hielt er für ein ehernes Gesetz der Weltgeschichte, so dass er „in der Neuordnung der Dinge nach dem Kriege diesem Urgesetz zu seinem Recht verhelfen“ wollte. Der Weltkrieg selbst schien ihm als Rassenkampf, in dem der mögliche Untergang der „germanischen Rasse“ den Weltuntergang bedeuten würde:
„Nun ist es mir zur unumstösslichen Gewissheit geworden, was auch der jetzige Krieg wieder unwiderleglich beweist, dass die einzige Rasse, die im Stande ist einen Kulturfortschritt in der Menschheit zu erzielen -- ja überhaupt nur Kulturwerke zu schaffen, die germanische ist. […] Wo wir in der Weltgeschichte eine aufsteigende Kulturentwicklung treffen, finden wir immer eine germanische Oberschichte. Je nach dem diese Oberschicht dicker oder dünner ist, dauert die Kulturperiode länger oder kürzer. Dem Aufgehen der germanischen Oberschicht in der beherrschten Rasse folgt zunächst ein kurzes hohes Aufblühen der Künste, diesem dann ein rascher Verfall. […] Wenn dem aber so ist, so bedeutet eine Vernichtung der germanischen Rasse Ragnaröck - Götterdämmerung. Wer von uns möchte noch in einer Welt leben, aus der die Germanen entfernt wären?“
Für sein antisemitisches Anliegen warb Gebsattel zu dieser Zeit auch am bayerischen Hof, so während einer Audienz bei König Ludwig III. am 20. Dezember 1914, und obwohl er ihn von seinen alldeutschen Kriegszielen nicht überzeugen konnte, war Gebsattel dadurch versöhnt, dass Ludwig sich, nach seinem Eindruck, als entschiedener Antisemit zu erkennen gegeben habe.
Noch schärfer formulierte Gebsattel seine Ansichten zum Rassenkrieg zwei Jahre später, im Jahr 1916:
„Der Krieg ist das schicksalhafte Ringen zwischen Heldentum und Händlergeist – zwischen Ariertum und Judentum – zwischen idealem Familiensinn und schnödem englisch-amerikanischen Mammonismus“.
Im August 1915 wandte sich Gebsattel an die bayerische Staatsregierung mit der Bitte, zu verhindern, dass „Ostjuden“ „wie ein Heuschreckenschwarm über das Deutsche Reich herfielen“. Im selben Jahr bemühte sich Gebsattel um die Ablösung Bethmann Hollwegs als Reichskanzler und schlug hierfür bei einer privaten Audienz bei Georg von Hertling, der dies Ludwig III. vortragen sollte, u. a. Alfred von Tirpitz und Erich von Falkenhayn vor.
Spätestens seit September 1915 scheint Gebsattel auch, in Zusammenarbeit mit anderen Alldeutschen, darunter J. F. Lehmann und Falk Schupp, auf die Gründung des Verbandes Freie Ukraine hingearbeitet zu haben, die am 11. Dezember des Jahres vollzogen wurde und als dessen Vorstandsleiter er augenscheinlich auftrat.
Nachdem der Germanenorden schon im Frühjahr 1916 an Gebsattel herangetreten war, trat dieser dem Orden im Sommer 1916 als Großmeister bei, nachdem der Gründer und Stuhlherr der Germanenloge Mainz, der alldeutsche Baurat Paul Lucius ihn dazu hatte bewegen können. Vom 1. April bis zum 31. Mai 1916 war Gebsattel Leitender Vorsitzender des Alldeutschen Verbandes in Vertretung für den erkrankten Claß und konnte in dieser Zeit katholische Kreise für den Verband gewinnen.
Im Jahr 1917 trat Gebsattel mehrfach an den bayerischen Kriegsminister Philipp von Hellingrath heran und gab diesem Hinweise auf die angeblich schädliche Wirkung von Juden im Heer sowie in der Weltkriegspolitik.
Mit dem für das Deutsche Reich ungünstig verlaufenden Krieg (vgl. die fehlgeschlagene Operation Michael und „Schwarzer Tag des deutschen Heeres“), dem wachsenden Antisemitismus im Innern und dem stückweisen Umschwenken des Alldeutschen Verbands zu öffentlicher antisemitischer Agitation ab Juni 1917 wurden Gebsattels Ideen im Alldeutschen Verband aktueller. Auf seinen Antrag hin ließ Claß auf der Sitzung der Hauptleitung und des Geschäftsführenden Ausschusses am 13. September 1918 in Hannover die Stellung des Alldeutschen Verbandes zur „Judenfrage“ diskutieren. Auf Vorschlag von Claß wurde hierzu ein eigener Ausschuss gegründet, dessen Leitung Gebsattel übernahm. Bei der personellen Zusammensetzung achtete Gebsattel neben antisemitisch-völkischer Einstellung auch auf „rein arisches Blut“ (den Alldeutschen Hans von Liebig schloss er wegen einer Notiz im Semi-Gotha aus). Doch noch bevor der Ausschuss, dem u. a. Alfred Roth, Theodor Fritsch (beide Reichshammerbund) und Paul Langhans (Deutschbund) angehören sollten, zusammentreten konnte, war – für die Alldeutschen überraschend – das Kriegsende eingetreten.
Für Gebsattel waren die damit zusammenhängende Einsetzung einer parlamentarischen Regierung und dem von dieser ausgehandelten Waffenstillstandsabkommen – beide durch die Oberste Heeresleitung in die Wege geleitet – willkommene Anlässe, um seinen Antisemitismus zur alldeutschen Schicksalsfrage auszuweisen: Die „Alljudenblätter“ hätten durch ihr „Gift der Zersetzung“ die Niederlage des Deutschen Reichs verschuldet, wie er im Artikel „Das Ferment der Dekomposition“ am 15. Oktober 1918 in der Deutschen Zeitung ausführte. Die am 19. und 20. Oktober in Berlin tagende alldeutsche Verbandsführung forderte er schriftlich dazu auf, „die Lage zu Fanfaren gegen das Judentum und die Juden als Blitzableiter für alles Unrecht zu benutzen“. Claß, der noch einen Monat zuvor in einer alldeutschen Sitzung gefragt hatte, was die Alldeutschen – eine im Grunde elitäre Organisation – „nach unten hin zu bieten“ hätten, stellte sich nun in Berlin ganz auf diese Linie der brutalen, auf strategische Massenwirkung abzielende Judenfeindlichkeit und forderte dort die „praktisch demagogische“ Verwendung des Antisemitismus, um „Furcht und Schrecken … in der Judenschaft“ zu erzeugen. Dabei werde er „vor keinem Mittel zurückschrecken und mich in dieser Hinsicht an den Ausspruch Heinrich von Kleist’s, der auf die Franzosen gemünzt war, halten: Schlagt sie tot, das Weltgericht fragt Euch nach den Gründen nicht!“
Der noch Ende Oktober zusammengestellte, alldeutsche „Judenausschuß“, dem neben Gebsattel u. a. Georg Fritz, Walther Bacmeister, August Gebhard, Alfred Jacobsen, Ernst Joerges, Paul Langhans, Julius Friedrich Lehmann, Karl Lohmann, Paul Lucius, Gustav Pezoldt, Alfred Roth, Wilhelm Schlüter und Leopold von Vietinghoff-Scheel sowie – auf Vorschlag von Lucius – ab Anfang November noch Adolf Bartels und Ferdinand Werner angehörten, sollte zu einer ersten Beratung am 16. und 17. November in Nürnberg tagen. Obwohl es dazu infolge der Novemberrevolution nicht kam, erhielten Gebsattel und Fritz jedoch reichlich Material durch schriftliche Eingaben der Mitglieder. Die wichtigste, von mehreren vorgebrachte Idee darin war wohl, für die antisemitische Agitation eine eigene zentrale Organisation zu gründen, da die vielen, zersplitterten Vereine der völkischen Bewegung sich nicht dem Alldeutschen Verband zur Verfügung stellen würden.

### Deutschvölkischer Schutz- und Trutzbund
Obwohl die Planungen für die neue Organisation bereits Ende 1918 abgeschlossen waren, kamen die Wahlen zur Nationalversammlungen im Januar 1919 und die Landtagswahlen im Februar 1919 weiteren Schritten zuvor. Erst am 6. Februar ergingen von Gebsattel in Zusammenarbeit mit Claß ausgearbeitete Richtlinien an die Ausschussmitglieder, in denen zur Gründung zweier Organisationen aufgerufen wurde: einer öffentlichen – „Deutscher Schutz- und Trutzbund“ genannt – und einer geheimen – intern nur „Bund“ genannt (letzterer wurde durch den Hamburger Rechtsanwalt Alfred Jacobsen geleitet, blieb aber funktionsunfähig und bedeutungslos). Die Gründung wurde schließlich auf der Bamberger Tagung des Alldeutschen Verbandes (15. und 18. Februar) durch die Gesamtleitung abgesegnet und Claßens Kaiserbuch zur programmatischen Grundlagenschrift erhoben.
Die tatsächliche Gründung beider Bünde erfolgte dann im März bzw. April. Gebsattel, der mit Carl Cäsar Eiffe und Emil Kirdorf eine „Ehrengabe“ von 260.000 Mark für Claß gesammelt und diesem am 1. März überreicht hatte, wovon dieser 100.000 Mark für den Schutz- und Trutzbund in einen Sonderfonds überführte, wurde „geheimer Oberleiter“ beider Organisationen. Nach außen hin wurde der Deutsche Schutz- und Trutzbund jedoch – auch nach der Fusion September/Oktober 1919 mit Reichshammerbund und Deutschvölkischem Bund zum Deutschvölkischen Schutz- und Trutzbund – durch den Hauptgeschäftsführer Roth vertreten. Die rasche Ausbreitung des Bundes im Reich sowie die nur im Geheimen gültigen diktatorischen Vollmachten Gebsattels führten allerdings dazu, dass dieser – von einigen personellen Entscheidungen in der Bundesleitung abgesehen – schon Anfang 1920 als kaum mehr als nur Schlichtungs- und Berufungsinstanz fungierte, wodurch der Bund auch vom Alldeutschen Verband immer unabhängiger wurde.
Im Alldeutschen Verband übernahm Gebsattel vom 1. September bis zum 15. Oktober 1919 als Leitender Vorsitzender die Geschäfte der Hauptleitung. Mitte November 1919 übergab er das Schloss Gebsattel an seinen Neffen, Franz Eduard Konstantin Felicianus Freiherr von Gebsattel (1889–1945).
Nach langanhaltenden inneren Rivalitäten und Sezessionsbestrebungen, in denen auch Gebsattel nicht mehr zu vermitteln vermochte, sowie dem Verbot des Schutz- und Trutzbundes im Juli/August 1922 durch die meisten deutschen Länder (mit Ausnahme von Anhalt, Mecklenburg-Strelitz sowie Württemberg und Bayern) in der Folge der Ermordung Walther Rathenaus zog sich Gebsattel auf seine Tätigkeit im Alldeutschen Verband zurück, wo er aber kaum noch in Erscheinung trat und Anfang 1929 durch Gertzlaff von Hertzberg (1880–1945), seit 30. April 1920 geschäftsführender Vorsitzender des Schutz- und Trutzbundes, als stellvertretender Vorsitzender abgelöst wurde. Am 15. Februar 1929 erging ein Glückwunschschreiben des im Haus Doorn exilierten Wilhelm II. an Gebsattel zu dessen 75. Geburtstag, in dem diesem „nicht zuletzt wegen Ihrer verdienstvollen Arbeit im Alldeutschen Verbande“ gedankt wurde.
Die Angabe von Uwe Lohalm (s. Literatur), Hertzberg und Gebsattel hätten 1924 die Mitglieder der noch bestehenden Ortsgruppen des Schutz- und Trutzbundes zum Eintritt in die NSDAP aufgefordert, hält Michael Peters für irrig, da der aristokratische Gebsattel nie Mitglied der NS-Massenbewegung gewesen war. Die jüngere Darstellung des Schutz- und Trutzbundes durch Walter Jung folgt dennoch hierin der Darstellung Lohalms.
Konstantin von Gebsattel starb beim Besuch eines politischen Freundes in Linz an der Donau am 10. Mai 1932 an den Folgen eines Schlaganfalls. Bei seiner Beisetzung am 14. Mai in Gebsattel sprach Hertzberg für die Hauptleitung des Alldeutschen Verbandes und beschwor dabei die Errichtung eines „völkischen Kaiserreich(s)“.
Der Nachlass befindet sich im Bundesarchiv Berlin, Bestand R 8048.